# Табернас
Табернас (на испански: Tabernas) е населено място и община в Испания. Намира се в провинция Алмерия, в състава на автономната област Андалусия. Общината влиза в състава на района (комарка) Лос Филабрес Табернас. Заема площ от 281 km². Населението му е 3626 души (по данни от 2010 г.). Разстоянието до административния център на провинцията е 29 km.
На територията на общината се намира пустинята Табернас, в която в периода 1950—1980 години са снимани множество спагети-уестърни.

## Забележителности
- Замък Табернас

В града, за снимките на филма За няколко долара повече, е построен типичен за времето си град от Дивия Запад. След края на снимките декорацията е оставена и е разположен атракционен парк под името „Мини Холивуд“.